# (10071) Paraguay
(10071) Paraguay ist ein Asteroid des Hauptgürtels, der am 2. März 1989 vom belgischen Astronomen Eric Walter Elst am La-Silla-Observatorium (IAU-Code 809) der Europäischen Südsternwarte in Chile entdeckt wurde.
Der Asteroid wurde am 25. November 2015 nach dem südamerikanischen Land Paraguay benannt, das an Brasilien, Argentinien und Bolivien grenzt und das 1811 die Unabhängigkeit erlangte.